# 親愛的生命
《亲爱的生命》，2021年中国都市医疗情感剧。由宋茜、王晓晨、尹昉、胡杏兒主演。於2022年9月7日在央视八套、爱奇艺首播。

## 剧情简介
杜帝和吳聰睿同為中國最頂級的三甲醫院之一——盛濟醫院婦產科的住院醫師，兩位好友原本有着美好的事業前途和各自穩定的情感關係。然而這一屆住院總醫師的競選打亂了兩人原本按部就班的生活。因為名額只有一個，杜帝和吳聰睿不得不開始競爭。兩人在主任醫師黃韻玲以及主治醫師林未的帶領下，救治了各種各樣的病患，也見證了千奇百怪的人生百態，這些患者中有素不相識的陌生人，也有自己身邊的親戚朋友，還有杜帝的媽媽，她身體不好卻還想再生一個孩子。兩人在競爭中協作，協作中競爭。除此之外，杜帝和回國歸來調查母親死亡真相的劉念白在日常的鬥嘴中，內心逐漸走近，而吳聰睿和李駿驍之間，也經歷了從想愛而不敢愛、因為誤會不能愛、到勇敢在一起的情感階段。最終大家都收穫了自己想要的生活，實現了每個人的“新生”  。

## 演員表

### 主要演员
| 演員   | 角色   | 介紹 |
| 宋茜   | 杜帝   | 婦產科住院醫師 原名杜娣 李駿驍之前女友，與其拍拖5年 吳主任之學生 吴聰睿之大學同學兼閨蜜 李駿驍之大學同學 劉念白之師姐兼歡喜冤家，與其有感情線                 |
| 王晓晨 | 吴聰睿 | 小吳醫師 婦產科住院醫師 黃韻玲之學生兼徒弟 杜帝之大學同學兼閨蜜 李駿驍之大學同學 第18集撞破老師兼師傅黃韻玲家暴一事 原為馮遠航的妻子，後離婚 與李駿驍有感情線 |
| 尹昉   | 劉念白 | 小劉醫生 / 小白醫生 外國著名大學畢業回流 婦產科住院實習醫師 在酒吧兼職棟篤笑（小白醫生 Talk Show）講者 杜帝之師弟兼歡喜冤家，與其有感情線                     |
| 胡杏兒 | 黃韻玲 | 黃主任、小黃（盧教授專稱） 婦產科主任醫師 杜帝、吳聰睿之老師兼師傅 陸羽之前妻，後離婚；育有一子陸思琛及女兒；長期遭受前夫家暴                                 |

### 其他演员
| 演員   | 角色   | 介紹 |
| 沙宝亮 | 田云山 | 田主任 原為住院總，後晉升為主任醫師 黃韻玲之直屬上司 第27集從吳聰睿口中得悉黃韻玲休假期間被陸羽軟禁在家並餵食精神類藥物一事，第28集監督吳聰睿為黃韻玲主刀 |
| 许伟豪 | 林未   | 婦產科住院總 |
| 王森   | 李骏骁 | 李曉娟之弟 杜帝之前男友，曾與其交往5年 杜帝、吳聰睿之大學同學 在與杜帝分手後移情吳聰睿                                                                    |
| 田原   | 李曉娟 | 李骏骁之姐 在一次婚前身體檢查中證實患有卵巢癌 |
| 杨菲洋 | 叶莺   | 單戀李駿驍，曾對其主動示愛但被拒絕 |
| 劉長純 | 劉正華 | 劉教授 盛濟醫院院長兼神經外科專家醫生 劉念白之父 |
| 牟凤彬 | 陸羽   | 黃韻玲之前夫，後離婚；育有一子陸思琛 有暴力傾向，因工作不遂意而對黃韻玲家暴                                                                               |
| 董博睿 | 馮遠航 | 原為吳聰睿的丈夫，後離婚 |

## 收視率
| 中国 央視八套 首播收视率 （CSM59 4+） |               |        |          |      |          |
| 集數                                  | 播出日期      | 收视率 | 收视份额 | 排名 | 備註     |
| 1-2                                   | 2022年9月7日  | 0.451  | 1.925    | 7    | 上星首播 |
| 3-4                                   | 2022年9月8日  | 0.448  | 1.951    | 8    |          |
| 5-6                                   | 2022年9月9日  | 0.492  | 2.085    | 5    |          |
| 7-8                                   | 2022年9月10日 | 0.435  | 1.749    | 4    |          |
| 9-10                                  | 2022年9月11日 | 0.524  | 2.292    | 4    |          |
| 11-12                                 | 2022年9月12日 | 0.508  | 2.197    | 7    |          |
| 13-14                                 | 2022年9月13日 | 0.587  | 2.547    | 5    |          |
| 15-16                                 | 2022年9月14日 | 0.631  | 2.782    | 4    |          |
| 17-18                                 | 2022年9月15日 | 0.596  | 2.600    | 5    |          |
| 19-20                                 | 2022年9月16日 | 0.594  | 2.537    | 6    |          |
| 21-22                                 | 2022年9月17日 | 0.607  | 2.567    | 5    |          |
| 23-24                                 | 2022年9月18日 | 0.624  | 2.710    | 4    |          |
| 24-25                                 | 2022年9月19日 | 0.614  | 2.681    | 5    |          |
| 26-27                                 | 2022年9月20日 | 0.666  | 2.959    | 5    |          |
| 28-29                                 | 2022年9月21日 | 0.597  | 2.676    | 5    |          |
| 30-31                                 | 2022年9月22日 | 0.663  | 2.950    | 5    |          |
| 31-32                                 | 2022年9月23日 | 0.663  | 2.861    | 4    |          |
| 33-34                                 | 2022年9月24日 | 0.658  | 2.785    | 5    |          |
| 35-36                                 | 2022年9月25日 |        |          |      | 上星收官 |

1. 数据由广视索福瑞提供，调查范围为四岁以上之观众。
2. 以上收视排名包括央视在内。
3. 数据来源：卫视这些事儿

## 記事
- 2021年5月23日：製作方發布组讯資料。
- 2021年6月10日：中国广电总局發布电视剧拍摄制作备案公示表，许可证号：（京）字第2638号。[4]
- 2021年7月2日：製作方舉行开机發布會，並同時公布演員名單。
- 2021年8月23日：製作方发布官宣海報，所有演員全體亮相。[5]

## 軼事
- 本劇演員胡杏兒是繼去年2020年參與網絡視頻騰訊視頻演員演技選拔真人秀《演員請就位》（第二季）獲得「年度最佳演員」榮譽後兼產後復出拍攝。
- 本劇為演員胡杏兒時隔2年，再次接拍中國大陸劇集的作品（上一套劇集是2019年中國大陸劇《末代廚娘》，飾演榮惠太妃）

## 外部連結
- 豆瓣电影上《親愛的生命》的資料 （简体中文）